# 寶蓮鞭冠鮟鱇
寶蓮鞭冠鮟鱇為輻鰭魚綱鮟鱇目棘茄魚亞目鞭冠鮟鱇科的其中一種，為深海魚類，分布於西北太平洋海域，棲息深度約1200公尺，體長可達6.2公分，生活習性不明，不具經濟價值。

## 扩展阅读
維基物種上的相關：寶蓮鞭冠鮟鱇